# Parc de Treptow
Le parc de Treptow (allemand : Treptower Park) est un grand parc de Berlin, au bord de la Sprée, dans le quartier d'Alt-Treptow faisant partie de l'arrondissement de Treptow-Köpenick qui est le pendant à l'est du Tiergarten à l'ouest.

## Historique
Ce parc de 88,2 hectares, inspiré de Lenné fut aménagé par Gustav Meyer entre 1876 et 1888. On y aménagea un terrain de jeux et de sport en son milieu, ce qui était une nouveauté pour l'époque, en forme d'hippodrome de 250 m de long et 100 m de large. La grande exposition industrielle de Berlin s'y tient en 1896. Le paysagiste Georg Pniower (de) y créa un jardin d'été en 1957-1958 et plus tard on y installa une roseraie avec plus de 250 000 rosiers et une fontaine.

## Attractions
Le cimetière de l'Armée rouge aménagé entre 1946 et 1949 dominé par la statue monumentale du Soldat-libérateur, en mémoire des 20 000 soldats soviétiques tombés à la bataille de Berlin d'avril et mai 1945, en plein centre du parc, constitue son attraction principale. Le parc se situait à Berlin-Est à l'époque de la République démocratique allemande.
Les berges de la Sprée longeant le parc sont fameuses aussi pour leurs cafés, bars et guinguettes. La petite Île de la jeunesse (Insel der Jugend) reliée par un pont construit par des prisonniers de guerre en 1916, est également un lieu apprécié des promeneurs.
On y trouve aussi un observatoire astronomique qui fut construit en 1896 pour l'Exposition industrielle de Berlin.

## Galerie

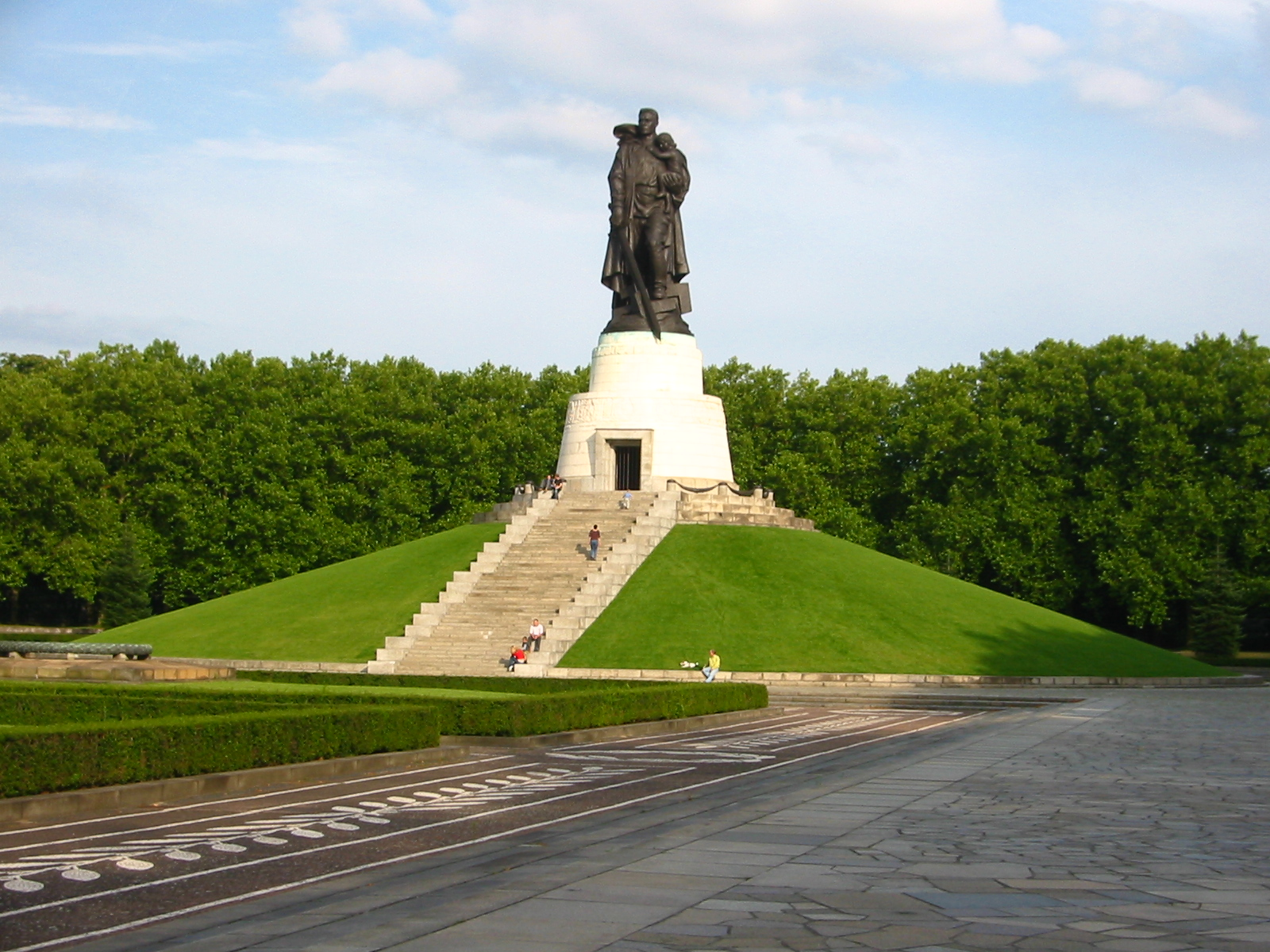
Le Soldat-libérateur du Mémorial soviétique.
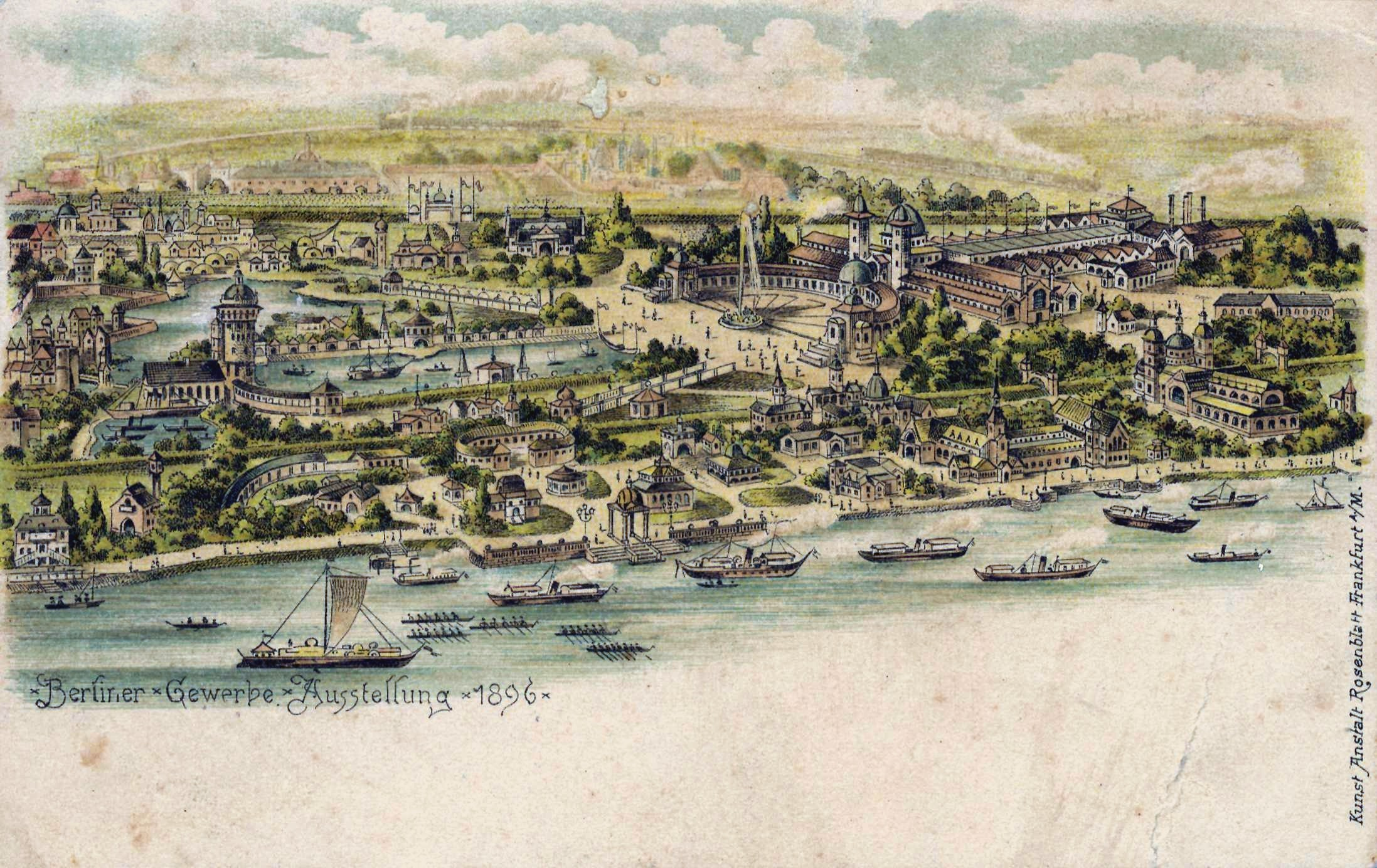
L'Exposition industrielle de Berlin à Treptow en 1896.
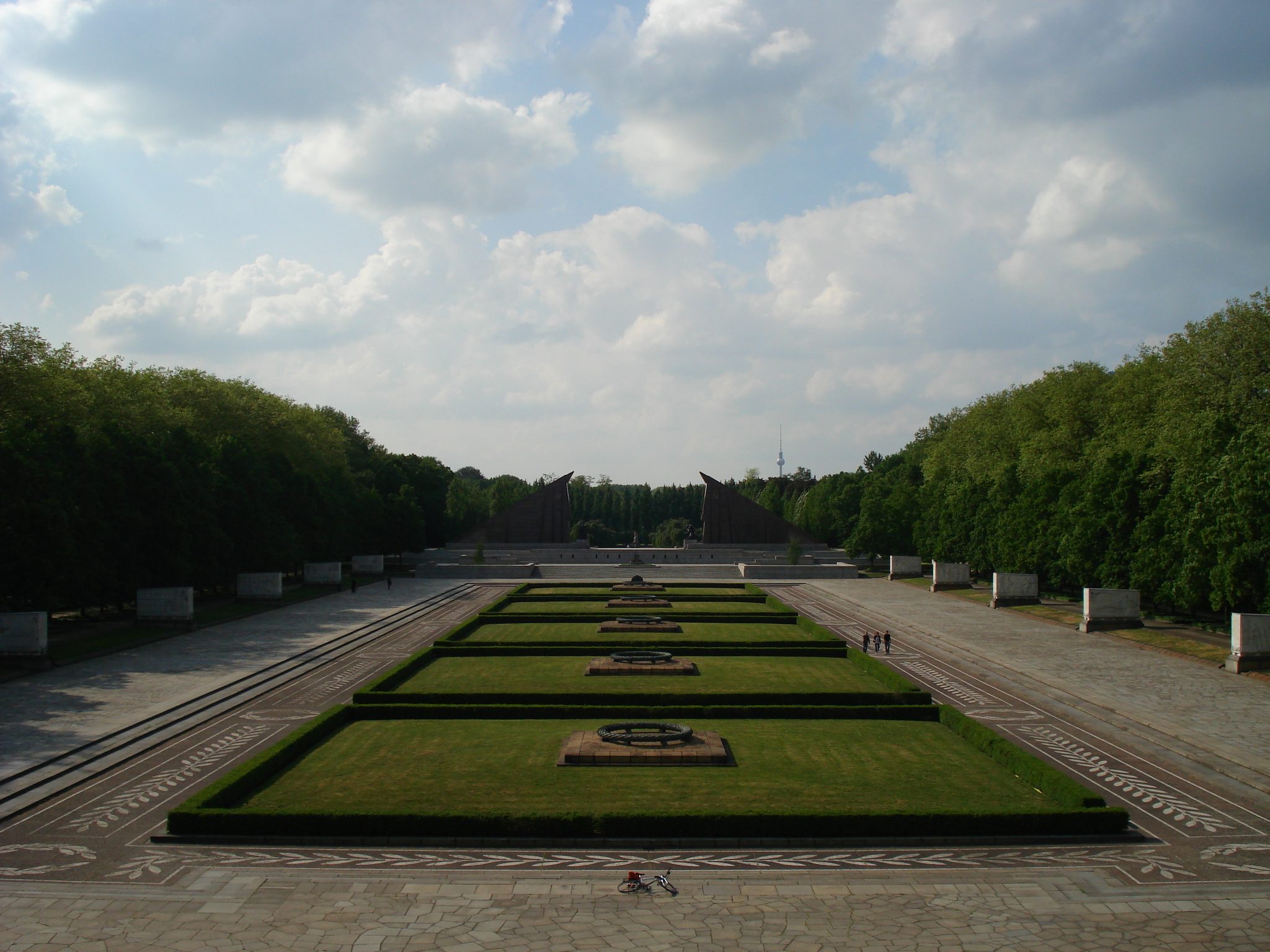
Jardins et perspective.